# Blå ängeln (pjäs)
Blå ängeln är en musikteaterföreställning som sattes upp på Intiman vid Odenplan i Stockholm. Den bygger på Heinrich Manns roman från 1905 och använder Friedrich Hollaenders musik som denne skrev för Josef von Sternbergs film Den blå ängeln från 1930.
Blå ängeln var en Sandrews-produktion iscensatt av Ulf Kjell Gür och Dilek Gür, med musikarrangemang av Bebe Risenfors, scenografi av Elisabeth Åström, i samarbete med Bernd Schmidt - Gustav Kiepenheurer Bühnenvertriebs GmbH.
Urpremiär var 10 oktober 1996. Tanken var att spela åtminstone hela våren 1997 men recensionerna var ovanligt bryska och därmed uteblev publiken, vilket ledde till att uppsättningen måste läggas ner i förtid.

## Rollista (i urval)
- Lakke Magnusson - Lektor Dufvhök
- Regina Lund - Rosa Frölich ("Lola")
- Reuben Sallmander - Lohmann
- Mats Helin - Von Ernst
- Jonas Inde - Wieselgren
- Göran Boberg - Värdshusvärden
- Bengt C W Carlsson - Herr Kiepert
- Marie-Thérèse Sarrazin - Guste Kiepert
- Gustav Kling - Rektorn
- Sture Hovstadius - Domaren
- Viktor Friberg - Sjökaptenen
- Kenneth Bergström - Fordringsägaren
- Annika Kofoed - Hedwig